# ジョシュア・アルバ
ジョシュア・アルバ（Joshua Alba、1982年7月8日 - ）は、アメリカ合衆国の俳優。

## 出演作品
- ＣＳＩ：１４　科学捜査班
- クィーン・ビースト　美しき捕食獣
- キル・スピード
- ゾンビ・クラッシャーズ　最凶ヴァンパイア部隊
- 屍体
- ダーク・エンジェル